# Innocentius van Irkoetsk

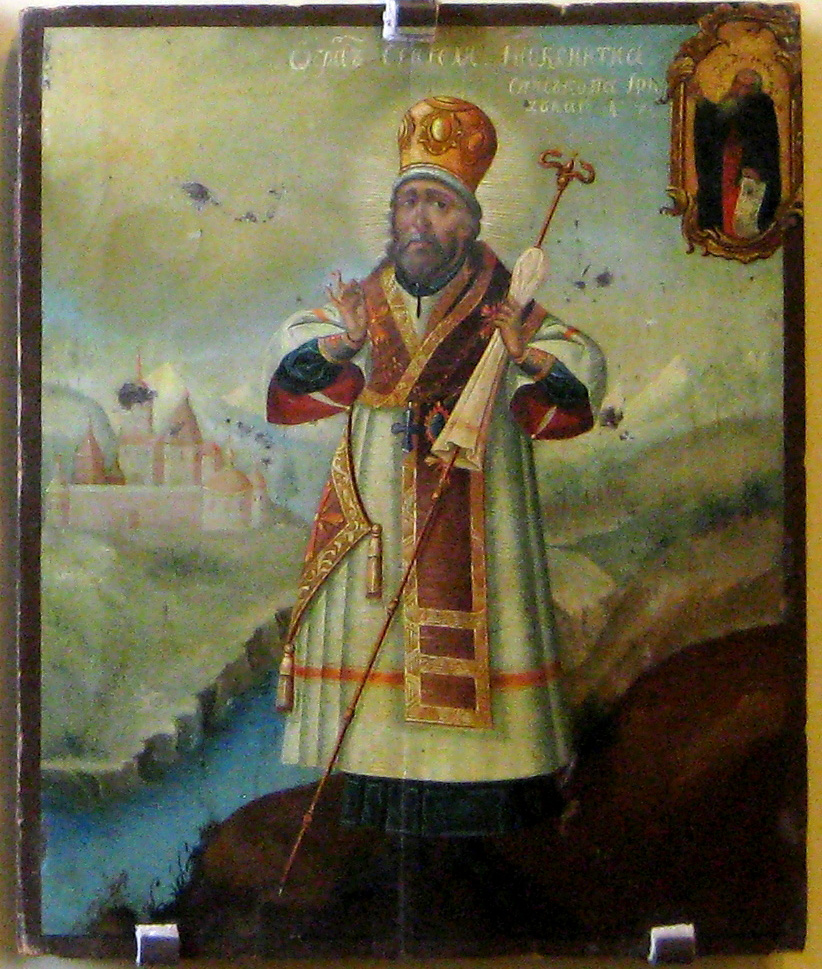
Innocentius van Irkoetsk

De heilige Innokentij van Irkoetsk (Russisch: Иннокентий Иркутский) (Gouvernement Tsjernihiv, circa 1680 - Irkoetsk, 27 november 1731) was een missionaris in Siberië en de eerste bisschop van Irkoetsk in Rusland. 

## Levensbeschrijving
Innocentius werd geboren in een adellijke familie uit Oekraïne. Hij studeerde aan de Theologische Academie van Kiev en doceerde later in Moskou aan de eerste instelling voor hoger onderwijs in Rusland. Op 5 maart 1721 werd Innocentius gewijd tot bisschop en benoemd tot hoofd van de Russisch-orthodoxe missie in China. De toegang tot China werd hem echter ontzegd. Noodgedwongen verbleef hij daarom enige tijd in een klooster in Boerjatië. Op 15 januari 1727 benoemde de Heilige Synode Innocentius tot bisschop van Irkoetsk en Angarsk. Hij stierf in 1731 en werd bijgezet onder het altaar van de in 1920 gesloten en in 1930 gesloopte kathedraal van het Hemelvaartklooster (Russisch: Вознесенский Иркутский мужской монастырь) te Irkoetsk.

## Heiligverklaring
Tijdens restauratiewerkzaamheden aan de kerk in 1764 werd het stoffelijk overschot van Innocentius ongeschonden aangetroffen. Na talrijke wonderen die werden toegeschreven aan Innocentius, verklaarde de Russisch-orthodoxe Kerk de bisschop op 1 december 1804 heilig.
In 1921 nam de Sovjet-regering de relieken van de heilige in beslag. De heilige werd door de autoriteiten in diverse musea tentoongesteld als een "Siberische mummie". De onteerde relieken werden op 7 september 1990 teruggegeven aan de orthodoxe kerk en bevinden zich tegenwoordig in het Klooster van het Teken.
Feestdag: 9 februari (translatie van zijn relieken en heiligverklaring), 2 september (tweede translatie) en 26 november (sterfdatum).